# Eva Lin
Eva Lin (Manila, 4 de mayo de 1985) es una actriz pornográfica transexual filipina nacionalizada estadounidense. Tiene ascendencia tagala e irlandesa. A los 21 años trabajaba en el club Divas, un local de chicas transexuales de San Francisco, como bailarina exótica. Allí fue donde conoció a la actriz profesional Yasmin Lee, quien la inició en el mundo del entretenimiento para adultos, donde debutó en 2011, con 26 años, destacando rápidamente por sus interpretaciones extremas para compañías como Kink.com o Grooby Productions.
Su comienzo arrollador en la industria pornográfica tuvo su recompensa en los Tranny Awards, donde ganó en 2012 tres premios a Mejor rostro nuevo, Mejor artista hardcore y Mejor escena, que compartió con Honey Foxx y Sebastian Keys.
En marzo de 2014, firmó un contrato en exclusiva con Trans500, la productora creada por el director Josh Stone.

## Premios y nominaciones
| Año  | Ceremonia                       | Resultado | Premio                                  | Trabajo              |
| ---- | ------------------------------- | --------- | --------------------------------------- | -------------------- |
| 2011 | Tranny Awards                   | Nominada  | Best Hardcore Model                     | —                    |
| 2011 | Tranny Awards                   | Ganadora  | Best Hardcore Perfomer                  | —                    |
| 2011 | Tranny Awards                   | Ganadora  | Best Scene                              | TS Domination        |
| 2011 | Tranny Awards                   | Ganadora  | Best New Face                           | —                    |
| 2012 | Nightmoves                      | Nominada  | Best Transexual Performer               | —                    |
| 2012 | Tranny Awards                   | Nominada  | Best Hardcore Model                     | —                    |
| 2012 | Tranny Awards                   | Nominada  | Best Solo Model                         | —                    |
| 2012 | Tranny Awards                   | Nominada  | Best Scene                              | TS Playground 1      |
| 2012 | Urban X Awards                  | Nominada  | Transsexual Performer of the Year       | —                    |
| 2013 | Premios AVN                     | Nominada  | Mejor escena de sexo transexual         | TS Playground 1      |
| 2013 | Premios AVN                     | Nominada  | Mejor escena de sexo transexual         | TS Girl Adventures 9 |
| 2013 | Premios AVN                     | Nominada  | Artista transexual del año              | —                    |
| 2013 | Nightmoves                      | Nominada  | Best Transexual Performer               | —                    |
| 2013 | Tranny Awards                   | Nominada  | Best Solo Website                       | —                    |
| 2013 | Tranny Awards                   | Nominada  | Best Hardcore Perfomer                  | —                    |
| 2013 | Premios XBIZ                    | Nominada  | Artista transexual del año              | —                    |
| 2014 | Premios AVN                     | Nominada  | Mejor escena de sexo transexual         | Tranny Chaser        |
| 2014 | Premios AVN                     | Ganadora  | Artista transexual del año              | —                    |
| 2014 | Nightmoves                      | Nominada  | Best Transexual Performer               | —                    |
| 2014 | Nightmoves Fan Awards           | Nominada  | Best Transexual Performer               | —                    |
| 2014 | The Fannys                      | Nominada  | Transsexual Performer of the Year       | —                    |
| 2014 | Premios XBIZ                    | Nominada  | Artista transexual del año              | —                    |
| 2015 | Premios AVN                     | Nominada  | Mejor escena de sexo transexual         | TS Playground 12     |
| 2015 | Premios AVN                     | Nominada  | Artista transexual del año              | —                    |
| 2015 | Nightmoves                      | Nominada  | Best Transexual Performer               | —                    |
| 2015 | Nightmoves Fan Awards           | Nominada  | Best Transexual Performer               | —                    |
| 2015 | Transgender Erotica Awards Show | Nominada  | Best Hardcore Perfomer                  | —                    |
| 2015 | Premios XBIZ                    | Nominada  | Artista transexual del año              | —                    |
| 2016 | Premios AVN                     | Nominada  | Premio fan: Artista transexual favorita | —                    |
| 2016 | Premios AVN                     | Nominada  | Mejor escena de sexo transexual         | Venus Lux Fantasies  |